# Pierre-Émile Cornillier
 (janvier 2015).
Si vous disposez d'ouvrages ou d'articles de référence ou si vous connaissez des sites web de qualité traitant du thème abordé ici, merci de compléter l'article en donnant les références utiles à sa vérifiabilité et en les liant à la section « Notes et références ».
Pierre-Émile Cornillier, né à Nantes le 21 juin 1862 et mort à Rochefort-en-Terre en 1948, est un peintre, lithographe et essayiste français. 

## Biographie

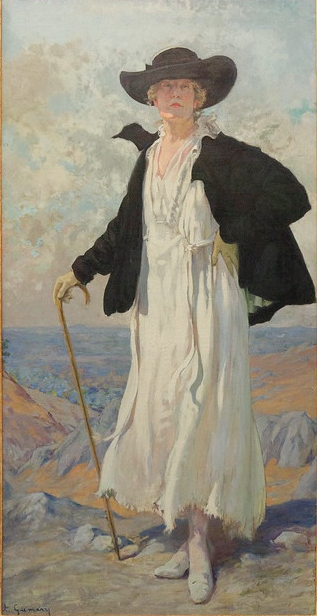
Adolphe Gumery, Portrait de Mme Cornillier à Rochefort-en-Terre, 1915, musée des Beaux-Arts de Brest.

Pierre-Émile Cornillier est le fils du négociant Pierre-Émile Cornillier (1827-1905), adjoint au maire de Nantes, et de Marie-Joséphine Leroux. Il est l'oncle de l'écrivain Mireille Havet. Il épouse Anna Lyon, de nationalité américaine, fille d'Alexandre Mac Donald Lyon et d'Annie Lowry, le 20 mars 1901, dans le 6e arrondissementde Paris.
Son atelier se trouvait au 21, rue Guénégaud, à Paris. 
Élève de Luc-Olivier Merson, il expose pour la première fois au Salon de 1885 et envoie ses œuvres au Salon de la Société nationale des beaux-arts jusqu'au début de la Première Guerre mondiale.
Passionné de psychisme il est l'auteur de plusieurs ouvrages dans ce domaine.

## Publications
- La Survivance de l'âme et son évolution après la mort, comptes rendus d'expériences, 1920.
- L'Hypothèse de la subconscience et la loi physiologique, 1922.
- La Prédiction de l'avenir, 1926.
- Contribution à l'étude du phénomène de Mantes, 1929.

## Expositions
- Exposition internationale des beaux-arts de Munich de 1913.